# Thurins
Thurins é uma comuna francesa na região administrativa de Auvérnia-Ródano-Alpes, no departamento de Ródano. Estende-se por uma área de 19,36 km². Em 2010 a comuna tinha 3 131 habitantes (densidade: 161,7 hab./km²).